# 韦尔海姆
韦尔海姆是德国黑森州的一个市镇。总面积38.36平方公里，总人口9300人，其中男性4623人，女性4677人（2011年12月31日），人口密度242人/平方公里。